# قائمة المعالم الوطنية في مقاطعة خليل أباد
هذه قائمة المعالم الوطنية في مقاطعة خليل أباد في إيران، سُجِّل أحد عشر معلمًا تاريخيًا من مقاطعة خليل أباد في قائمة المعالم الوطنية الإيرانية، وعددها صغيرٌ مقارنة مع المعالم في محافظة خراسان الرضوية، والتي يبلغ عددها 1407 معلمًا تاريخيًا. تقع مسؤولية صيانة هذه المعالم الوطنية على عاتق وزارة التراث الثقافي والسياحة والصناعات التقليدية الإيرانية.
حمام بهشتي هو أول معلم وطني في هذه المقاطعة، وقد أُدرج في قائمة المعالم الوطنية الإيرانية في 31 ديسمبر 2002م.
أقدم معلم وطني هذه المقاطعة قلعة كندر التي تم بناؤها في عصر الدولة السلجوقية (قرن 5 هـ إلى قرن 7 هـ) وقد أُدرج في قائمة المعالم الوطنية الإيرانية في 13 أغسطس 2005م.

## القائمة
| #  | الاسم بالعربية/ الاسم الرسمي بالفارسية | الصورة | الحقبة التاريخية التي بُني بها | الموقع | رقم التسجيل | تاريخ التسجيل  | المصدر |
| -- | -------------------------------------- | ------ | ----------------------------- | --- | ----------- | -------------- | ------ |
| 1  | حمام بهشتي گرمابه بهشتی                |        | الدولة البهلوية               | مدينة خليل أباد - شارع الإمام، بالقرب من الساحة المركزية 35°15′16.0″N 58°17′10.5″E / 35.254444°N 58.286250°E | 6654        | 31 ديسمبر 2002 | [ 3 ]  |
| 2  | صهريج كندر 2 آب‌انبار (۲) کندر          |        | الدولة البهلوية               | مدينة کندر 35°12′28.7″N 58°8′58.0″E / 35.207972°N 58.149444°E                                                | 13306       | 13 أغسطس 2005  | [ 4 ]  |
| 3  | مرقد حسن مزار میرآباد                  |        | الدولة القاجارية              | قرية مير أباد 35°10′46.2″N 58°19′37.0″E / 35.179500°N 58.326944°E                                            | 13165       | 13 أغسطس 2005  | [ 5 ]  |
| 4  | قلعة كندر بقایای قلعه کندر             |        | قرن 5 هـ إلى قرن 7 هـ         | مدينة کندر 35°12′32.3″N 58°9′2.9″E / 35.208972°N 58.150806°E                                                 | 13166       | 13 أغسطس 2005  | [ 6 ]  |
| 5  | مرقد قاسم امامزاده قاسم                |        | الدولة القاجارية              | قرية أرغا 35°13′39.0″N 58°13′29.5″E / 35.227500°N 58.224861°E                                                | 13168       | 13 أغسطس 2005  | [ 7 ]  |
| 6  | قدمكاه حضرة علي قدمگاه حضرت علی        |        | الدولة القاجارية              | قرية دهنو 35°15′3.5″N 58°18′7.2″E / 35.250972°N 58.302000°E                                                  | 13167       | 13 أغسطس 2005  | [ 8 ]  |
| 7  | صهريج كندر 1 آب‌انبار (۱) کندر          |        | الدولة البهلوية               | مدينة کندر 35°12′42.7″N 58°9′1.2″E / 35.211861°N 58.150333°E                                                 | 13377       | 16 أغسطس 2005  | [ 9 ]  |
| 8  | صهريج تشهل پاية حوض چهل پایه کندر      |        | الدولة البهلوية               | مدينة کندر 35°12′40.5″N 58°9′0.5″E / 35.211250°N 58.150139°E                                                 | 14005       | 29 يناير 2006  | [ 10 ] |
| 9  | جامع سعد الدين مسجد جامع سعدالدین      |        | الدولة القاجارية              | قرية سعد الدين 35°1′22.4″N 58°6′51.3″E / 35.022889°N 58.114250°E                                             | 19121       | 24 مايو 2007   | [ 11 ] |
| 10 | جامع خليل أباد مسجد جامع خلیل‌آباد      |        | الدولة البهلوية               | مدينة خليل أباد 35°15′15″N 58°17′9″E / 35.25417°N 58.28583°E                                                 | 22240       | 16 مارس 2008   | [ 12 ] |
| 11 | يخجال كلي یخدان خلیل‌آباد               |        | الدولة القاجارية              | مدينة خليل أباد 35°15′31.9″N 58°17′22.8″E / 35.258861°N 58.289667°E                                          | 30363       | 2011           | [ 1 ]  |